# Bistum Doumé-Abong’ Mbang
Das Bistum Doumé-Abong’ Mbang (lat.: Dioecesis Dumensis-Abongensis-Mbangensis) ist eine in Kamerun gelegene römisch-katholische Diözese mit Sitz in Doumé.

## Geschichte
Das Bistum Doumé-Abong’ Mbang wurde am 3. März 1949 durch Papst Pius XII. aus Gebietsabtretungen des Apostolischen Vikariates Yaoundé als Apostolisches Vikariat Doumé errichtet. Am 14. September 1955 wurde das Apostolische Vikariat Doumé durch Pius XII. mit der Apostolischen Konstitution Dum tantis zum Bistum erhoben und dem Erzbistum Yaoundé als Suffraganbistum unterstellt. Das Bistum Doumé gab am 17. März 1983 Teile seines Territoriums zur Gründung des Bistums Bertoua ab. Am 17. März 1983 wurde das Bistum Doumé in Bistum Doumé-Abong’ Mbang umbenannt. Das Bistum Doumé-Abong’ Mbang wurde am 11. November 1994 dem Erzbistum Bertoua als Suffraganbistum unterstellt.

## Ordinarien

### Apostolische Vikare von Doumé
- René Graffin CSSp, 1949–1951
- Jacques Teerenstra CSSp, 1951–1955

### Bischöfe von Doumé
- Jacques Teerenstra CSSp, 1955–1961
- Lambertus Johannes van Heygen CSSp, 1962–1983, dann Bischof von Bertoua

### Bischöfe von Doumé-Abong’ Mbang
- Pierre Augustin Tchouanga SCJ, 1983–1995
- Jan Ozga, seit 1997